# Dichrooscytus intermedius
Dichrooscytus intermedius är en insektsart som beskrevs av Enzio Reuter 1885. Dichrooscytus intermedius ingår i släktet Dichrooscytus, och familjen ängsskinnbaggar. Arten är reproducerande i Sverige.